# Miet Smet
Maria Bertha Petrus (Miet) Smet (ur. 5 kwietnia 1943 w Sint-Niklaas, zm. 18 grudnia 2024 w Destelbergen) – belgijska i flamandzka polityk, posłanka do Parlamentu Europejskiego V kadencji, od 1992 do 1999 minister pracy.

## Życiorys
Kształciła się w zawodzie pracownika socjalnego w katolickiej szkole wyższej (Katholieke Hogeschool voor Maatschappelijk Werk) w Gandawie. Była asystentem naukowym, doradcą sekretarza stanu ds. gospodarki w rządzie federalnym, a w latach 1973–1979 dyrektorką instytutu edukacji politycznej.
W 1973 zakładała i do 1983 przewodniczyła organizacji kobiecej Chrześcijańskiej Partii Ludowej (przekształconej później w partię Chrześcijańscy Demokraci i Flamandowie). W latach 1974–1985 przewodniczyła także komisji ds. pracy kobiet przy ministrze pracy. Od 1978 do 1995 była deputowaną do Izby Reprezentantów. W 1985 objęła urząd sekretarza stanu ds. środowiska i równouprawnienia, który zajmowała przez siedem lat. W 1992 została powołana na funkcję ministra pracy w rządzie Jean-Luka Dehaene (do 1999). W 1995 krótko była członkinią federalnego Senatu.
W 1999 uzyskała mandat deputowanej do Parlamentu Europejskiego, który sprawowała do 2004. Zasiadała w grupie Europejskiej Partii Ludowej i Europejskich Demokratów, pracowała w Komisji Zatrudnienia i Spraw Socjalnych oraz w Komisji Praw Kobiet i Równouprawnienia, była też kwestorem PE. Od 2004 do 2009 wchodziła w skład Parlamentu Flamandzkiego, od 2007 reprezentowała regionalny parlament w belgijskim Senacie. W 2009 nie kandydowała w wyborach regionalnych.
W 2008 została żoną Wilfrieda Martensa, byłego premiera i przewodniczącego Europejskiej Partii Ludowej.